# Hugh Glass
Hugh Glass (Scranton, 1783 – Yellowstone, 1833) è stato un esploratore e guida statunitense.
Divenne famoso per essere sopravvissuto all'attacco di un orso grizzly, che gli provocò gravissime ferite in tutto il corpo, lasciandolo agonizzante, e per il suo rocambolesco ritorno, dopo essere stato abbandonato dai compagni che lo credevano in fin di vita. La leggenda vuole che abbia vagato solitario per oltre 320 chilometri fino a Fort Kiowa nel South Dakota, pur lasciato senza armi né viveri dai suoi compagni della spedizione del comandante Ashley del 1823.
Alcune notizie sulla sua vita non sono certe e verificabili e si sospetta che parte sia frutto di leggenda o esagerazioni. Ciò non toglie che sicuramente Hugh Glass sia stato un preminente esploratore e guida nella storia statunitense. La sua storia venne registrata per la prima volta nel 1825 sulla rivista The Port Folio, come pezzo letterario pubblicato in forma anonima, ed in seguito rivelatosi essere opera di James Hall; non ci sono scritti da parte dello stesso Glass che ne confermino la veridicità. La sua vita è stata adattata in due film: Uomo bianco, va' col tuo dio! (1971) e Revenant - Redivivo (2015).

## Biografia
Nato in Pennsylvania da genitori scozzesi e irlandesi, Glass divenne esploratore dello spartiacque fra l'alto fiume Missouri, oggi appartenente a Montana, North Dakota, South Dakota e la zona del fiume Platte nel Nebraska. Impiegato anche come marinaio, nel 1816 la sua nave fu catturata da un gruppo di pirati al comando di Jean Lafitte. Glass, costretto a unirsi a loro, riuscì a fuggire e a raggiungere a nuoto le coste della Louisiana. Successivamente, venne catturato dagli indiani Pawnee; entrò a far parte per diversi anni della loro comunità, di cui sposò una donna. Nel 1821 si trasferì a Saint Louis.
Nel 1822 Glass fu assoldato in qualità di guida alla Rocky Mountain Fur Company che stava organizzando una spedizione nei territori delle sorgenti del Missouri per cacciare animali da pelliccia, guidata dal capitano Andrew Henry e dal luogotenente William Ashley. Gli uomini della spedizione costruirono un accampamento alla confluenza tra Yellowstone e Missouri, chiamato Fort Henry. I territori erano abitati dagli Arikara, una popolazione di nativi americani che intratteneva scambi commerciali con i cacciatori bianchi, ma era temuta e considerata imprevedibile in quanto responsabile di numerosi attacchi ai cacciatori.
Il primo giugno 1823 la spedizione fu protagonista di uno scontro con gli Arikara, durante e a causa di uno scambio di cavalli: 14 uomini morirono e i sopravvissuti riuscirono a fuggire su una barca. Glass rimase ferito a una gamba. Il colonnello Henry Leavenworth organizzò una spedizione punitiva formata da 900 uomini contro i villaggi Arikara. Dopo giorni di battaglia, venne concordata una tregua. Ashley e Henry, che avevano subito gravissime perdite economiche, decisero di dividere la spedizione in due gruppi e riprendere la caccia. Glass partì con Henry e altri 30 uomini nell’agosto del 1823; abbandonarono il fiume Missouri dirigendosi a Ovest, verso le Montagne Rocciose, diretti a Fort Henry.

### L'attacco dell'orso, l'abbandono e il ritorno
Tra fine agosto e inizio settembre 1823, Glass, durante una battuta di caccia, venne attaccato da un orso grizzly con due cuccioli che gli provocò gravi ferite e lo ridusse in fin di vita. I suoi compagni, ucciso l'orso, lo curarono pur convinti che non sarebbe sopravvissuto. Il capitano Henry decise di lasciare John S. Fitzgerald e il ragazzo Jim Bridger, alla sua prima spedizione, con l'intrasportabile Glass per assisterlo fino alla morte, seppellirlo e dopo raggiungere gli altri a Fort Henry. In cambio avrebbero ricevuto una somma di 40 dollari a testa, equivalente a due o tre mesi di paga. Non è noto se vi fossero anche altre persone.

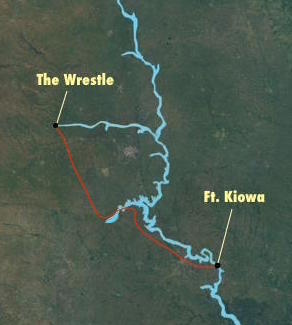
Mappa che mostra il viaggio di oltre 320 chilometri affrontato da Glass per raggiungere il Fort Kiowa

Dopo cinque giorni, Glass venne abbandonato agonizzante da Fitzgerald e Bridger senza cure, cibo, armi e altri conforti. Glass, invece, riuscì a sopravvivere. Per prevenire infezioni ed attacchi di animali, Glass si riparò in un tronco in putrefazione lasciando che le larve presenti rimuovessero il tessuto necrotico dalle sue ferite e sopravvisse mangiando insetti, serpenti, radici e la carcassa di un bisonte. Venne soccorso da un gruppo di indiani Lakota, che lo rifornirono con una pelle d'orso, cibo, armi e una barca per solcare le acque del Cheyenne River. Navigando e camminando verso sud, dopo aver percorso circa 320 chilometri, raggiunse Fort Kiowa a metà ottobre. Da qui, si diresse verso Fort Henry alla ricerca di Fitzgerald e Bridger. Durante il percorso fu nuovamente attaccato dagli indiani Arikara, venendo salvato da due indiani Mandan, che lo scortarono fino a un presidio commerciale sicuro. In totale Glass era sopravvissuto a tre attacchi indiani in cui erano morte 21 persone.
Arrivato a Fort Henry, Glass scoprì che l'accampamento era stato trasferito cinquanta chilometri più a sud, alla foce del fiume Bighorn, dove giunse il 31 dicembre 1823, scoprendo che il solo Bridger era presente, mentre Fitzgerald si era trasferito a Fort Atkinson. Glass risparmiò Bridger per la sua giovane età, continuando invece la ricerca di Fitzgerald. Venne riassunto nella Ashely, raggiungendo Fort Atkinson solo due mesi dopo, nel giugno del 1824, quando il miglioramento delle condizioni ambientali permise una nuova spedizione di caccia. Fitzgerald si era però arruolato nell'esercito e il suo "status" di soldato ne garantiva l'immunità. Glass dovette pertanto desistere dai propositi di vendetta, ricevendo 300 dollari a compensazione e le armi sottrattegli da Fitzgerald.

### Ultimi anni
Si spostò a Ovest, ove si unì ad alcune spedizioni commerciali. Nel 1825 venne di nuovo gravemente ferito in un attacco indiano, dal quale si riprese solo dopo diversi mesi. Le notizie sugli anni successivi non sono certe, ma si sa che Glass continuò a guidare spedizioni di caccia nei territori del Nord del fiume Missouri. Nel 1833 venne probabilmente attaccato, ucciso e scalpato con altri due uomini da un gruppo di Arikara, durante il guado di un fiume ghiacciato nei pressi del fiume Bighorn. Il suo corpo infatti non venne più ritrovato, ma alcuni suoi effetti personali furono trovati in possesso di un gruppo di Arikara.

## Influenza culturale

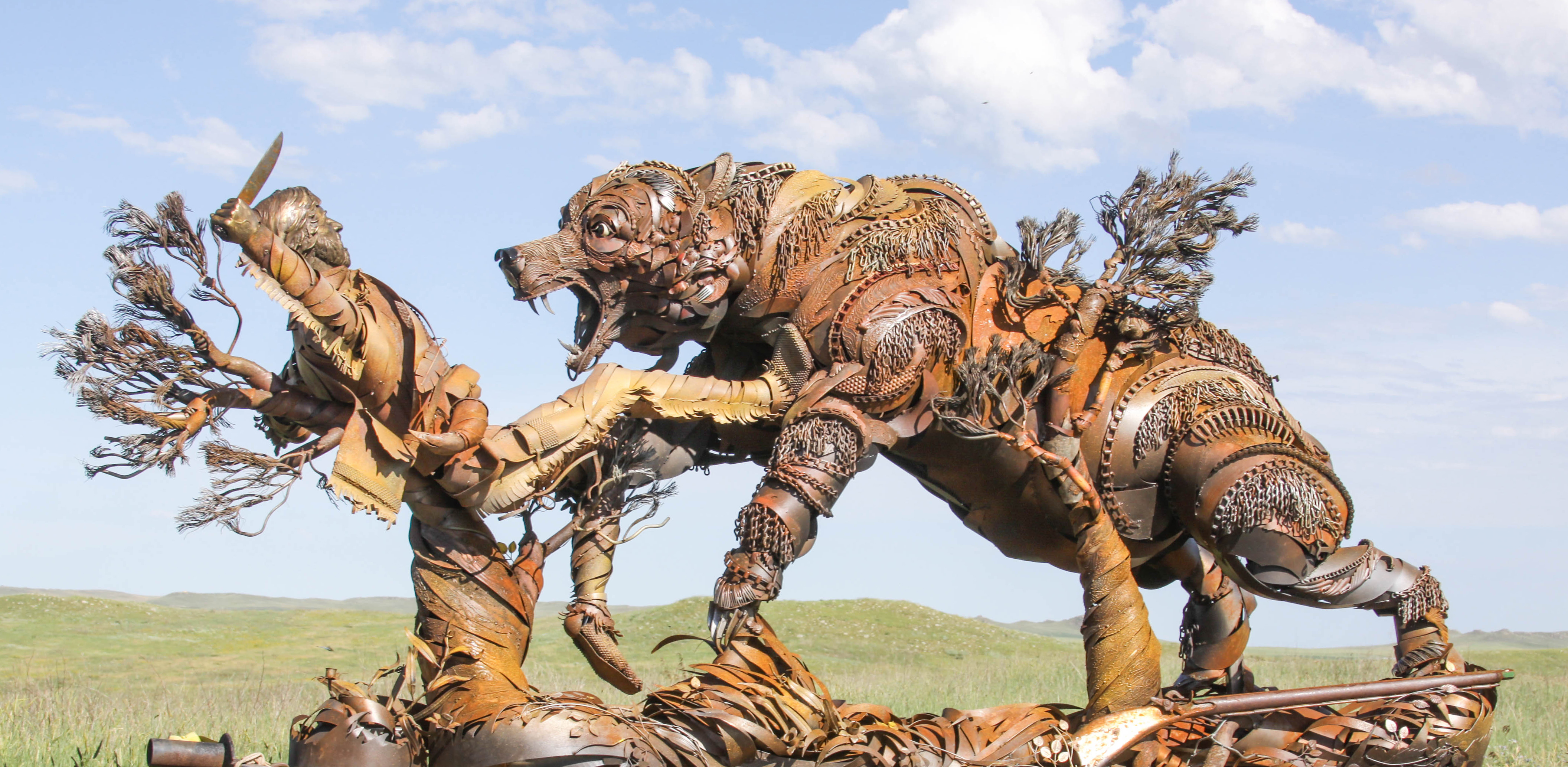
Scultura al Grand River Museum di Lemmon (South Dakota)

### Letteratura
- The Revenant di Michael Punke (2002)

### Cinema
- Uomo bianco, va' col tuo dio! (Man in the Wilderness), regia di Richard C. Sarafian (1971)
- Revenant - Redivivo (The Revenant), regia di Alejandro González Iñárritu (2015)

### Televisione
- Death Valley Days − episodio Hugh Glass Meets the Bear (1966)